# Nördliche Talleitenspitze
Die Nördliche Talleitenspitze, früher auch Namenloser Gipfel genannt ist ein 3115 m ü. A. hoher Berggipfel in der Schobergruppe an der Grenze zwischen Osttirol und Kärnten. Sie liegt an der Gemeindegrenze von Kals am Großglockner und Heiligenblut am Großglockner. Benachbarte Gipfel sind im Süden die Südliche Talleitenspitze (3113 m ü. A.) und der Rote Knopf im Norden (3281 m ü. A.) von dem die Nördliche Talleitenspitze durch die Elberfelder Scharte (3048 m ü. A.) getrennt ist.
De Nördliche Talleitenspitze wurde am 19. September 1900 durch R. Below und W. Frerichs erstmals bestiegen.

## Aufstiegsmöglichkeiten
Die Nördliche Talleitenspitze wird in der Regel von der Kalser Seite aus bestiegen. Hier bietet sich beispielsweise die Lesachalm-Hütte als Ausgangspunkt an. Der Weg führt zunächst markiert bis in die Elberfelder Scharte zwischen dem Roten Knopf und der Nördlichen Talleitenspitze. Danach führt der Anstieg über den Nordgrat zum Gipfel (Schwierigkeitsgrad II). Eine weitere Möglichkeit, die Nördliche Talleitenspitze zu besteigen, ist der Verbindungsgrat von der Südlichen Talleitenspitze. Hier erfolgt zunächst das Abklettern, am besten mit Seilsicherung oder Abseilen von der Südlichen Talleitenspitze, danach wird der folgende Steilaufschwung ostseitig umgangen. Der Grat auf den Gipfel weist in der Folge den Schwierigkeitsgrad II-III auf.